# Президентская кампания Константина Титова (2000)
Президентская кампания Константина Титова на выборах 2000 года не имела целью победу кандидата. Политик стремился занять второе место, чтобы с помощью поддержки избирателей занять пост премьер-министра. Руководимый Титовым праволиберальный блок «Союз правых сил» не поддержал политика, и он пошёл на выборы самовыдвиженцем. Во время кампании Титов обещал политическую стабильность и экономический рост, говорил о пользе либерализма. Кандидат получил 1,47 % (1 107 269) голосов и проиграл выборы, заняв шестое место из 11.

## Кандидат
К началу президентской кампании 2000 года Константин Титов занимал должность губернатора Самарской области, возглавлял политическое движение «Голос России» и был одним из лидеров «Союза правых сил» — праволиберального избирательного блока, состоящего из ряда партий и организаций. В СМИ встречалось мнение, что Титов — возможный преемник президента Бориса Ельцина.
Политик считал победу на выборах возможной, но участвовал с целью занять второе место, чтобы продемонстрировать поддержку избирателей и получить пост премьер-министра. Соратники Титова в Самарской области равнодушно отнеслись к его участию в выборах. По воспоминаниям Титова, многие отговаривали его. Среди них был политтехнолог Евгений Молевич, который считал решение политика «ошибкой, похоронившей его карьеру». Он провёл опрос избирателей и предупредил Титова о неминуемом поражении: за него были готовы проголосовать 3-4 % опрошенных.
По предположению журналистов Валерии Башкировой, Александра Соловьева и Владислава Дорофеева, Титов решил баллотироваться в президенты после выборов в Госдуму 1999 года, когда «Союз правых сил» получил почти 20 % голосов в Самарской области.
Участие Титова в выборах вызвало споры в «Союзе правых сил». Занимая должность сопредседателя блока, он делил руководство с Анатолием Чубайсом и Сергеем Кириенко. Оба поддерживали кандидатуру другого политика — Владимира Путина. Такую же позицию заняла основная партия блока «Демократический выбор России». За Титова выступили другие члены «Союза правых сил»: «Демократическая Россия», «Свободные демократы России», Крестьянская партия России и Российская партия социальной демократии. Последняя избрала политика своим лидером. В итоге координационный совет блока официально поддержал Путина.
«Демократическая Россия» заключила с Титовым соглашение о сотрудничестве, в котором были прописаны главные условия поддержки организацией его кандидатуры. Политик подтвердил, что будет развивать демократию и объединять либеральные силы.
Титов пошёл на выборы в качестве самовыдвиженца. 24 января 2000 года его выдвинула инициативная группа избирателей. Политику удалось собрать достаточное количество подписей россиян. Топ-менеджер компании «ЮКОС» Виктор Казаков сформировал и возглавил штаб кандидата.

## Кампания
В речи перед инициативной группой в Москве Титов заявил, что не будет критиковать соперников, обещал показать пользу «либеральных законов развития общества, экономики» и перенести накопленный в Самарской области опыт управления на всю Россию. Титов предлагал укрепить право частной собственности, развивать социальную ответственность бизнеса.
Штаб кандидата выпустил несколько роликов для телевидения о достижениях Титова на посту губернатора. Снимавшиеся в роликах люди хорошо отзывались о нём. Кандидат ездил по регионам, много выступал в СМИ — ему удавалось привлекать внимание журналистов. В агитации Титова активно использовали государственную символику. С плакатов кандидат обещал добиться политической стабильности, экономического роста, социального мира, нравственного оздоровления и международного авторитета.
Во время кампании политик раскритиковал своего соперника Григория Явлинского за вторую попытку возглавить Россию, призвал не «разъединять демократический лагерь» и сняться с выборов в его пользу, но Явлинский отказался. Первый канал назвал спор кандидатов «самым ярким моментом в предвыборной кампании».
Титов заявлял, что если выборы пройдут в два тура, он призовёт избирателей голосовать за Путина. Согласно опубликованному незадолго до выборов опросу ВЦИОМ, за Титова были готовы проголосовать 2 % избирателей.

## Итоги
Титов занял шестое место из 11 с результатом 1,47 % (1 107 269) голосов. Кандидат считал, что получил бы больше, если бы главы регионов не противодействовали его кампании. Наибольшую поддержку политику оказали избиратели в возглавляемой им Самарской области — 20,45 %. Но и здесь кандидат уступил Путину и Геннадию Зюганову. Титов посчитал свой результат в области недостаточным и под этим предлогом подал в отставку с поста губернатора. Позднее политик объяснял свой низкий результат в регионе тем, что местные жители «не хотели его отпускать». Из-за досрочной отставки Титова губернаторские выборы перенесли с декабря на июль. В апреле Титов заявил об участии в выборах и победил на них, набрав 53,25 % голосов. Его конкуренты не успели подготовиться к избирательной кампании.
Газета «Коммерсантъ» называла кампанию Титова «антикризисным PR», связанным с возбуждением уголовного дела на руководство близкой политику ассоциации делового сотрудничества «Волгопромгаз». Кандидат потратил на кампанию 24,5 млн руб., но издание считало, что зафиксированная Центризбиркомом сумма денег, выделенная Титовым на кампанию, занижена и не отражает действительности.
Комментируя результат Григория Явлинского на выборах, политолог Даниил Алексеев предположил, что голоса потенциального электората Явлинского отошли Титову, которого назвал «основным конкурентом в демократическом лагере».
Среди журналистов встречается мнение, что из-за участия Титова в президентской гонке Самара не стала центром Приволжского федерального округа, уступив столичный статус Нижнему Новгороду. Самарский политик Наталья Боброва считала, что после выборов область «превратилась из субъекта-донора в попавший в немилость и пострадавший по многим направлениям субъект».
По словам Титова, Путин не пытался вмешаться в губернаторские выборы и был готов работать вместе. Титов говорил, что не стал бы участвовать в выборах президента, если бы заранее знал, какую политику будет вести Путин.